# Viken
Viken je jezero u obliku potkovice koje se nalazi sjeverozapadno od Karlsborga u švedskoj pokrajini Västergötland na visini od 91,8m iznad mora. 
U Viken se ulijeva voda iz jezera Örlen na jugu i Unden na sjeveru, da bi se kasnije voda iz Vikena preko rječice Forsviksån ulijevala u veliko jezero Vättern, koji je drugo po veličini jezero u Švedskoj a peto u Europi. Göta kanal prolazi pored jezera uz pomoć brani kod Tåtorpa na zapadu i Forsvika na sjeveru. 1824. razbijen je rt Spetsnäset, i time je stvoren Spetsnäskanalen, što je skratilo put Göta kanala za 5.5 km.

## Vanjske poveznice
- Slike jezera Viken  Arhivirana inačica izvorne stranice od 8. lipnja 2010. (Wayback Machine)